# Draco cornutus
Draco cornutus (лат.) — вид пресмыкающихся из рода летучие драконы семейства агамовые.

## Внешний вид
Небольшая ящерица с длиной туловища до 8,9 см. Тело стройное. Ноздри направлены в стороны. Чешуйки вокруг глаз шиповатые. На барабанной перепонке чешуек нет. Горловой мешок субтреугольный, покрыт мелкими чешуйками. По бокам тела расположены летательные перепонки, поддерживаемые 6 ложными рёбрами. В окраске проявляется половой диморфизм: самцы от ярко-зелёных до зеленовато-коричневых, самки цвета загара или светло-коричневые. Летательные перепонки красновато-оранжевые с тёмными точками или полосами. Вокруг глаза имеется тёмное пятно.

## Распространение
Обитает в Индонезии и Малайзии на островах Калимантан, Суматра, Ява и на архипелаге Сулу на высоте до 1100 м над уровнем моря.

## Образ жизни
Занимает равнины и невысокие холмы. Обычен и в мангровых лесах и в нарушенных местообитаниях. Питается чёрными муравьями. Яйцекладущий. В кладке 3—4 яйца.